# مار ميماس (دير)

## الموقع
يقع دير مار ميماس «ماما» على الطرف الغربي من بلدة دير ميماس الجنوبية، “التي تحمل اسمه ليرعى أمواتها ويحمي سكانها بشفاعته”.

## تاريخ التأسيس
يُرجح البعض أن تاريخ الدّير يعود للفترة البيزنطيّة وأنه جُدّد على مرّ السنين فيما يذكر البعض أنه أُنشئ حوالي عام 1404 م. تعرض الدّير للخراب نتيجة الإعتداءات الإسرائلية وأعيد ترميمه مرات عدّة.

## وصف ومحتويات الدير
```
يحوى الدير العديد من 
الأيقونات
 فضلاً عن 
الفسيفساء
 الرائعة التي تصور حياة 
المسيح
. تحتفل 
البلدة
 التي تحمل اسم الدّير بعيد مار ميماس في 15 أيلول لتكريم 
شفيع
 
البلدة
.
[
1
]
[
2
]
```